# Pikmin Bloom
Pikmin Bloom è un videogioco di simulazione in realtà aumentata sviluppato e pubblicato dalla Niantic, ed è stato pubblicato in tutto il mondo nel corso del 2021.
Secondo spin-off della serie, è ispirato a Pokémon Go, precedente gioco in realtà aumentata dell'azienda sviluppatrice in collaborazione con Nintendo.

## Modalità di gioco
Dopo aver creato un avatar in stile Mii, il giocatore dovrà superare vari obiettivi in gioco: in cambio, riceverà dei vasi da cui far crescere i Pikmin, i quali possono essere trovati camminando in giro, sotto forma di germogli in vasi, e con addosso accessori diversi a seconda del luogo di ritrovo. I Pikmin nasceranno dopo averli messi in appositi slot nello zaino (a singolo o multi-utilizzo) e aver compiuto un tot di passi. I Pikmin possono essere usati per trovare frutta, il cui succo sarà utile per far sbocciare i loro fiori, rendendoli così più veloci, e seminare petali durante la camminata: questi ultimi serviranno a far crescere i Pikmin germoglio più velocemente, ottenere monete con cui acquistare oggetti nel negozio, e a riempire le location di fiori più grandi, da cui ottenere maggiori drop di succo. I fiori saranno collocati in punti notevoli segnalati dalla comunità, gli stessi trovabili in Pokémon Go. 
Avanzando di livello, è possibile ottenere diversi consumabili trovare più attività da fare, come usare i propri Pikmin per distruggere dei funghi in un determinato tempo, da soli o in gruppo, inviare cartoline ad amici e mandarli a prendere frutta nelle vicinanze. A fine giornata, sarà possibile vedere il progresso fatto, scrivere delle piccole note e assegnarli un umore specifico: nel gioco, il resoconto apparirà sotto forma di diario. Si può anche interagire coi propri Pikmin per aumentare il livello d'amicizia.
Il gioco è free-to-play, con microtransazioni per accelerare il numero di germogli da nascere e il succo, o petali, a propria disposizione.

## Sviluppo
Secondo il CEO di Niantic, il gioco è stato creato per promuovere la socialità e la camminata all'aria aperta.
Pikmin Bloom è stato annunciato nel 2021.

## Distribuzione
Il gioco è stato prima testato in Australia e Singapore il 26 ottobre 2021, per poi arrivare in America il 28 ottobre, in Giappone il 1º novembre e il 2 novembre nel resto del mondo.

## Accoglienza
Pikmin Bloom ha un punteggio di 65 su Metacritic, indicante recensioni miste.
Giorgio Melani di Multiplayer.it lo ha definito più un app di benessere che un gioco, opinione condivisa anche da Jordan Minor di PCMagazine. Nic Bunce di TheSixthAxis ha notato che è una buona prova di realtà aumentata, ma non un buon videogioco, lamentandone il grind e i bug presenti. Diego Barbera di Wired ha notato che per atmosfera sembra rivolto a un pubblico più giovane.